# 南撒水库
南撒水库是云南省沧源佤族自治县的一座水库，属小（一）型蓄水工程。位于糯良乡南撒村东北部，1979年5月开工，1982年2月竣工。主坝高23米，坝顶长130米，坝顶宽4米，坝底宽25米；副坝高7米，长82米，总库容量111万立方米，经流面积1.13平方千米。水库主要功能为农田灌溉和勐省镇政府及居民的生活生产用水补给水源，设计灌溉面积为605亩，实际灌溉超过700亩，供给饮水1万多人。

## 资料来源
1. ↑  沧源佤族自治县地方志编撰委员会. . 昆明: 云南民族出版社. 1998年12月: 41. ISBN 978-7-5367-1498-4.
2. ↑  杨敏. . ein.ynnu.edu.cn. 佤族大辞典. 2012-12-01  [2017-12-15].[永久]